# Recinte emmurallat de Balaguer
El Recinte emmurallat de Balaguer és una fortificació refeta diverses vegades del municipi de Balaguer (Noguera) declarada bé cultural d'interès nacional. Corona la part alta de la població, amb grans murs, torres i portals.

## Descripció
Els comtes d'Urgell, el 1189, convingueren amb els prohoms de Balaguer per a la conservació de les muralles, perquè les construeixin i conservin en bon estat, amb una alçària de tres tàpies i d'un gruix de quatre pams les dues inferiors i d'uns tres pams les de dalt.

## Història

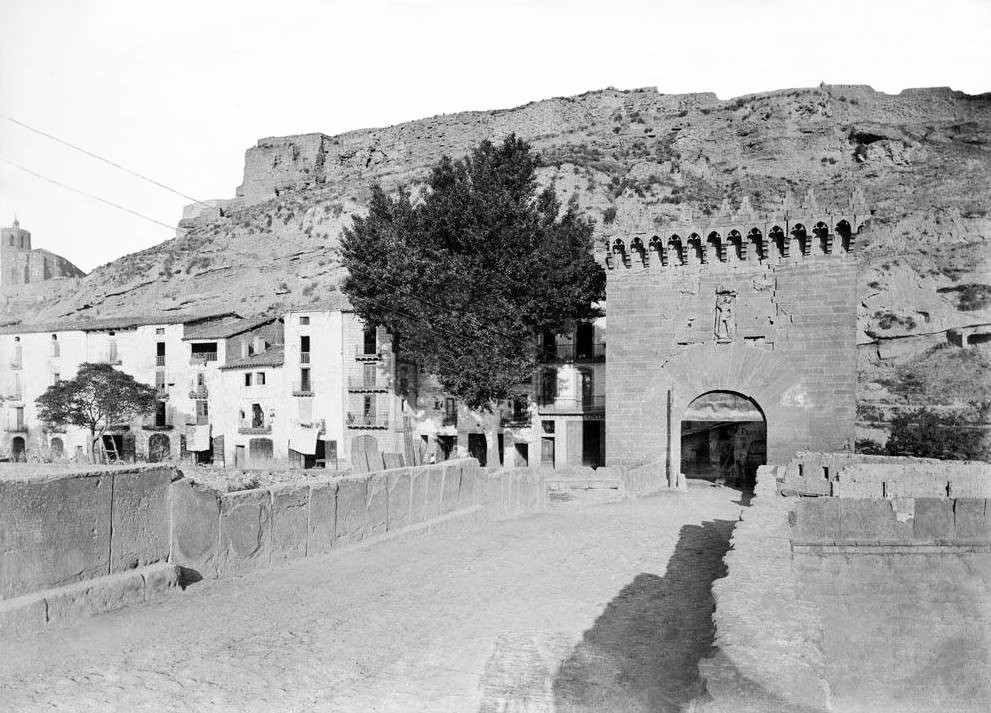
Portal de Sant Miquel (enderrocat)

Podrien trobar-se restes romanes a les muralles, ja que a prop hi havia un campament militar. A mitjans de segle ix Balaguer ja era una ciutat important, presidida pel palau o alcàsser "La Suda". La fortificació va ser feta amb altes i gruixudes muralles que rodejaven la ciutat fins a trobar el riu Segre. Dins el Balaguer emmurallat va residir la població de Balaguer fins al segle xiv. Són famosos els setges de 1228 i 1280, i especialment el de 1412.
El 1823 el general Mina va fer volar la torre de la muralla tocant al portal de Gel i una altra torre mig enrunada de l'acampador.
El 1894 varen desaparèixer els portals de Gerb i de Sant Miquel del Pont, aquest darrer vist com un dels més bells exemples de portes de muralla a Catalunya.